# 短吻果蝠
短吻果蝠（學名：Penthetor lucasi），哺乳綱、翼手目、狐蝠科短吻果蝠屬的單屬種，而與短吻果蝠同科的動物尚有安氏果蝠、副管鼻果蝠、大耳果蝠等之數種哺乳動物。